# جدل ترامب وأوكرانيا
فضيحة ترامب وأوكرانيا هي فضيحة سياسية مستمرة حتى الآن في الولايات المتحدة. تدور حول الجهود التي بذلها الرئيس الأمريكي دونالد ترامب لإجبار أوكرانيا ودول أجنبية أخرى على تقديم روايات ضارة عن «جو بايدن» المرشح الأوفر حظًا عن الحزب الديمقراطي في الانتخابات الرئاسية لعام 2020، بالإضافة إلى معلومات متعلقة بالتدخل الروسي في انتخابات الولايات المتحدة عام 2016. جنّد ترامب وكلاء داخل إدارته الرسمية وخارجها، من ضمنهم محاميه الشخصي «رودي جولياني» والمحامي العام «ويليام بار»، للضغط على أوكرانيا والحكومات الأجنبية الأخرى للتعاون في دعم نظريات المؤامرة المتعلقة بالسياسة الأمريكية. حظر ترامب أولًا، لكنه سمح في ما بعد (وبتكليف من الكونغرس) بدفع حزمة مساعدات عسكرية بقيمة 400 مليون دولار للحصول على تعاون شيء مقابل آخر مع فولوديمير زيلينسكي، رئيس أوكرانيا. نشأت عدد من الاتصالات بين البيت الأبيض وحكومة أوكرانيا، وبلغت هذه الاتصالات ذروتها في مكالمة هاتفية بين ترامب وزيلينسكي في 25 يوليو 2019.
جذبت الفضيحة اهتمام الرأي العام في منتصف سبتمبر 2019 بسبب شكوى قدمها أحد «كاشفي الفساد» في أغسطس 2019. أثارت الشكوى مخاوف بشأن استخدام ترامب للسلطات الرئاسية لالتماس تدخل أجنبي في انتخابات الرئاسة الأمريكية عام 2020. أكد البيت الأبيض تحت إدارة ترامب العديد من الادعاءات التي أثارها كاشف الفساد. أكد نص غير حرفي لمحتوى الاتصال بين ترامب وزيلينسكي أن ترامب طلب إجراء تحقيقات بخصوص جو بايدن وابنه هانتر بايدن، بالإضافة إلى نظرية مؤامرة تضم خادمًا للجنة الوطنية الديمقراطية، وأنه قد حث زيلينسكي مرارًا وتكرارًا على العمل مع جولياني وبار في هذه الأمور. أكد البيت الأبيض أيضًا أن سجلًا للمكالمة قد حُفظ في نظام شديد التقييد. قال رئيس أركان البيت الأبيض المؤقت «ميك مولفاني» إن أحد أسباب حجب ترامب للمساعدات العسكرية عن أوكرانيا هو «قضية الفساد المتعلقة بخادم دي إن سي»، في إشارة إلى النظرية المدحوضة والقائلة بأن الأوكرانيين قد لفقوا اختراق روسيا لنظام الحاسوب دي إن سي. كما حث ترامب علنًا أوكرانيا والصين على التحقيق في عائلة بايدن. شهد «بيل تيلور»، كبير الدبلوماسيين في إدارة ترامب مع أوكرانيا، أنه قيل له إن المساعدات العسكرية الأمريكية لأوكرانيا وإن اجتماع ترامب - زيلينسكي في البيت الأبيض كانا مشروطَين بإعلان زيلينسكي أمام العامة عن التحقيقات في بايدن والتدخل الأوكراني المزعوم في الانتخابات الأمريكية لعام 2016. شهد السفير الأمريكي لدى الاتحاد الأوروبي «غوردون سوندلاند» بأنه قد عمل مع جولياني تحت «توجيه صريح» من ترامب لترتيب اتفاقية شيء مقابل آخر مع الحكومة الأوكرانية.
في 24 سبتمبر 2019، بدأ مجلس النواب تحقيقًا رسميًا لإقالة ترامب بقيادة ست لجان في مجلس النواب. في 31 أكتوبر 2019، صوّت مجلس النواب بالموافقة على المبادئ التوجيهية للمرحلة التالية من التحقيق في الإقالة. أدان مجلس النواب ترامب بتهمة استغلال سلطة مكتبه وعرقلة عمل الكونغرس، ولكنه بُرّئ في نهاية المطاف من قبل مجلس الشيوخ.

## خلفية
ظهرت الفضيحة عندما كشف تقرير كاشف عن الفساد أن الرئيس ترامب قد طلب من الرئيس الأوكراني فولوديمير زيلينسكي في يوليو 2019 للتحقيق مع جو بايدن، الخصم السياسي لترامب في الانتخابات الرئاسية لعام 2020، وابنه هانتر بايدن، وشركة كراودسترايك، لمناقشة هذه الأمور مع المحامي الشخصي لترامب رودي جولياني والمدعي العام ويليام بار. وأكدت هذه المزاعم ملخص غير حرفي للمحادثة نشره البيت الأبيض. أقر ترامب بأنه أخبر زيلينسكي «لا نريد أن يساهم موظفونا مثل نائب الرئيس بايدن ونجله في الفساد الموجود بالفعل في أوكرانيا». وفقًا للكاشف عن الفساد، كانت المكالمة جزءًا من حملة أوسع قام بها ترامب وإدارته وجولياني للضغط على أوكرانيا للتحقيق مع بايدن، والتي ربما تضمنت إلغاء ترامب لرحلة مقررة إلى أوكرانيا من قبل نائب الرئيس مايك بنس، وامتنع ترامب عن تقديم 400 مليون دولار كمساعدات عسكرية من أوكرانيا.
مباشرة بعد انتهاء المكالمة الهاتفية بين ترامب وزيلينسكي، ناقش مساعدو الأمن القومي بالبيت الأبيض مخاوفهم العميقة، إذ نبّه مسؤول واحد على الأقل في مجلس الأمن القومي محامي الأمن القومي التابع للبيت الأبيض. وأظهرت رسالة نصية بين مبعوث وزارة الخارجية إلى أوكرانيا ومسؤول أوكراني أن المبعوث فهم من البيت الأبيض أن زيارة زيلينسكي مع ترامب كانت مشروطة بتحقيق أوكرانيا في نظرية مؤامرة حول التدخل الأوكراني المزعوم في الانتخابات الرئاسية الأمريكية لعام 2016.
نُقلت سجلات مكالمة ترامب-زيلينسكي من النظام حيث تُخزن عادةً نصوص المكالمات الرئاسية إلى نظام مخصص لأسرار الحكومة الأكثر حساسية. وبالمثل، قيّدت إدارة ترامب أيضًا الوصول إلى سجلات محادثات ترامب مع قادة الصين وروسيا والمملكة العربية السعودية وأستراليا. كُشف لاحقًا أن هذا التقييد تم لأسباب سياسية وليس لأسباب تتعلق بالأمن القومي.
قُدمت أول شكوى كسف عن الفساد في 12 أغسطس 2019، حسبما ورد، من قبل ضابط في وكالة المخابرات المركزية معيّن للبيت الأبيض. وقد استند إلى المعرفة المباشرة بسلوك مزعوم معين وعلى روايات أكثر من ستة من المسؤولين الأمريكيين. أصدِرت الشكوى في نهاية المطاف إلى لجان المخابرات بالكونغرس في 25 سبتمبر 2019، ونُشرت نسخة منقوصة من الشكوى في اليوم التالي. في 6 أكتوبر 2019، أعلن المحامي مارك زيد عن وجود تقرير رسمي ثان، هو مسؤول استخبارات على علم مباشر تحدث مع المفتش العام لمجتمع المخابرات لكنه لم يتصل بعد بلجان الكونغرس المعنية بالتحقيق.
دفعت شكوى الكشف عن الفساد إلى الإحالة إلى القسم الجنائي بوزارة العدل. في 25 سبتمبر، أعلنت المتحدثة باسم وزارة العدل، كيري كوبيك، أن القسم انتهى من الأمر وقررت أن المكالمة لا تشكل انتهاكًا لتمويل الحملة. في 3 أكتوبر، بعد أن دعا ترامب الصين وأوكرانيا علنًا للتحقيق مع جو وهانتر بايدن، كررت رئيسة لجنة الانتخابات الفيدرالية إلين وينتراوب أنه من غير القانوني لأي شخص طلب أي شيء ذي قيمة أو قبوله أو تلقيه من جهة أجنبية فيما يتعلق بانتخابات أمريكية.
ونفى ترامب ارتكاب أي مخالفات. وأكد أنه امتنع عن تقديم المساعدة لأوكرانيا، بينما قدم أسبابًا متناقضة لفعل ذلك. ادعى ترامب في البداية أن المساعدات حُجبت بسبب الفساد في أوكرانيا، لكنه قال لاحقًا إن السبب هو أن دولًا أخرى، بما في ذلك تلك الموجودة في أوروبا، لا تقدم مساعدات كافية لأوكرانيا. قدمت مؤسسات الاتحاد الأوروبي أكثر من ضعف حجم المساعدة لأوكرانيا مقارنة بالولايات المتحدة خلال 2016-2017، وسعى اقتراح الميزانية الذي قدمه ترامب إلى خفض مليارات الدولارات من المبادرات الأمريكية لمكافحة الفساد وتشجيع الإصلاح في أوكرانيا وأماكن أخرى.
هاجم ترامب مرارًا وتكرارًا المبلغين عن المخالفات وسعى للحصول على معلومات حول المبلغين. في أكتوبر 2019، بعد الإشارة إلى أن الولايات المتحدة لديها قوة هائلة في الحرب التجارية مع الصين إذا لم يفعلوا ما نريد، حث ترامب علنًا أوكرانيا والصين على التحقيق مع بايدن. اعتبارًا من أكتوبر 2019، لم يُقدم أي دليل على أي مخالفات مزعومة من قبل بايدن. نشر ترامب وأنصاره ووسائل الإعلام اليمينية عدة نظريات مؤامرة فيما يتعلق بأوكرانيا، وبايدن، والكاشف عن الفساد، والتدخل الأجنبي في انتخابات عام 2016. توسع نطاق الفضيحة في 9 أكتوبر، عندما اعتقل مكتب التحقيقات الفيدرالي (إف بي آي) اثنين من عملاء جولياني المتورطين في الشؤون السياسية والتجارية في الولايات المتحدة وأوكرانيا، بالإضافة إلى أنباء بعد يومين تفيد بأن جولياني نفسه كان قيد التحقيق الفيدرالي.

### الرئيس دونالد ترامب
قبل ظهور هذه الفضيحة، أشار الرئيس الأمريكي دونالد ترامب إلى أنه سيقبل معلومات استخباراتية أجنبية عن منافسيه السياسيين. في يونيو 2019، أجرى جورج ستيفانوبولوس مقابلة مع ترامب، إذ سأل: إذا كان الأجانب، إذا كانت روسيا، أو الصين، أو إذا قدم لك شخص آخر معلومات عن خصم، فهل يجب عليهم قبولها أم ينبغي عليهم الاتصال بمكتب التحقيقات الفيدرالي؟ أجاب ترامب: أعتقد أنك ربما تفعل كلا الأمرين. أعتقد أنك قد ترغب في الاستماع. ولا أفعل، لا حرج في الاستماع. إذا اتصل شخص ما من بلد -النرويج مثلًا- وقال لدينا معلومات عن خصمك. أوه، أعتقد أريد أن أسمعه. بعد أن قال ترامب هذا، ذكرت رئيسة لجنة الانتخابات الفيدرالية، إيلين وينتروب، الأمريكيين أنه وفقًا للقانون الفيدرالي: من غير القانوني لأي شخص أن يلتمس أو يقبل أو يتلقى أي شيء ذي قيمة من مواطن أجنبي فيما يتعلق بانتخابات بالولايات المتحدة. في السابق في يوليو 2016، بينما كان ترامب لا يزال مرشحًا في الانتخابات الرئاسية الأمريكية لعام 2016، قدم طلبًا لروسيا، إذا كنت تستمع، آمل أن تتمكن من العثور على 30 ألف بريد إلكتروني مفقودة من عام 2016 خادم البريد الإلكتروني للمرشحة الرئاسية الديمقراطي هيلاري كلينتون.

### أوكرانيا وآل بايدن
في عام 2014، كانت إدارة أوباما تحاول تقديم الدعم الدبلوماسي لحكومة ياتسينيوك في أوكرانيا بعد الثورة الأوكرانية عام 2014، وكان نائب الرئيس آنذاك جو بايدن في طليعة تلك الجهود. انضم هانتر بايدن، نجل بايدن، إلى مجلس إدارة شركة بوريسما القابضة، وهي شركة طاقة أوكرانية، في 18 أبريل 2014. عُيّن، الذي كان آنذاك محاميًا مع بويس شيلر فليكسنر، لمساعدة بوريسما في أفضل ممارسات حوكمة الشركات، وهي شركة استشارية في الذي يعتبر هانتر شريكًا احتُفظ به أيضًا بواسطة بوريسما. في مقابلة أجريت في ديسمبر 2015، قال جو بايدن إنه لم يناقش أبدًا عمل هانتر في بوريسما. سافر جو بايدن إلى العاصمة الأوكرانية كييف في 21 أبريل 2014، وحث الحكومة الأوكرانية على تقليل اعتمادها على روسيا في إمدادات الغاز الطبيعي. وناقش كيف يمكن للولايات المتحدة أن تساعد في توفير الخبرة الفنية لتوسيع الإنتاج المحلي للغاز الطبيعي.

## التواصل مع المسؤولين الأوكرانيين

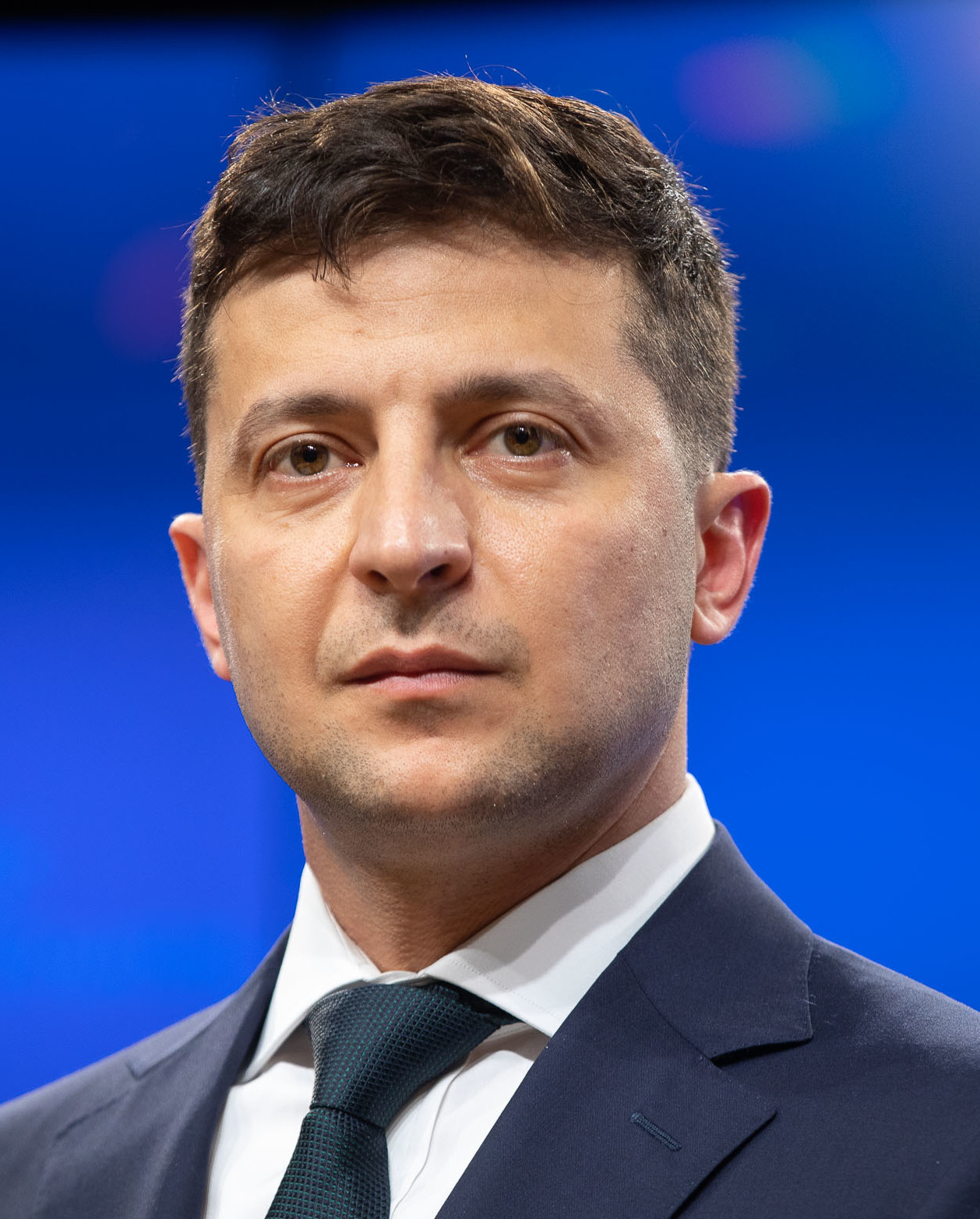
في مكالمة هاتفية في 25 يوليو 2019 طلب ترامب من الرئيس الأوكراني فولوديمير زيلينسكي (في الصورة) للتحقيق في أمور متعلقة بهنتر بايدن.

في 20 سبتمبر 2019 ذكرت صحيفة واشنطن بوست أن ترامب قام في محادثة 25 يوليو بالضغط مرارا على الرئيس الأوكراني زيلينسكي للتحقيق في المسائل المتعلقة بهنتر بايدن،  وذكرت صحيفة نيويورك تايمز أن ترامب أخبر زيلينسكي بالتحدث إلى رودي جولياني،  ووفقًا لصحيفة وول ستريت جورنال فقد حث زيلينسكي «حوالي ثماني مرات» على العمل مع رودي جولياني والتحقيق في ابن بايدن،  في 22 سبتمبر أقر ترامب أنه ناقش جو بايدن خلال المكالمة مع زيلينسكي، وقال إنه «لا نريد أن يخلق شعبنا مثل نائب الرئيس بايدن وابنه للفساد بالفعل في أوكرانيا».

## حجب المساعدات العسكرية الأوكرانية
خصص الكونغرس 400 مليون دولار من المساعدات العسكرية لأوكرانيا للعام المالي 2019، وذلك لاستخدامها في الإنفاق على الأسلحة وغيرها من المعدات، وكذلك برامج لمساعدة الجيش الأوكراني في مكافحة العدوان الروسي والانفصاليين الذين تدعمهم روسيا في الكيانات الانفصالية التي أعلنت نفسها في أوكرانيا الشرقية. وأبلغت الإدارة الكونغرس في فبراير 2019 ومايو 2019 بأنها تعتزم إطلاق هذه المساعدات إلى أوكرانيا، وعلى الرغم من الإشعارات إلى الكونغرس في منتصف يوليو 2019، أجلت إدارة ترامب المساعدات العسكرية لأوكرانيا،  وذكرت صحيفة واشنطن بوست في 23 سبتمبر أن ترامب وجه رئيس أركانه بالوكالة ميك مولفاني لحجب المساعدات العسكرية البالغة 400 مليون دولار عن أوكرانيا وذلك قبل أسبوع على الأقل من اتصاله مع زيلينسكي.

## إجراءات الإقالة
في 24 سبتمبر 2019 أعلنت رئيسة مجلس النواب نانسي بيلوسي عن إجراء تحقيق رسمي لعزل ترامب حيث ستبدأ لجان مجلس النواب الستة أو تواصل تحقيقاتها الرسمية.

## روابط خارجية
- شكوى المبلغين عنها نسخة محفوظة 18 ديسمبر 2021 على موقع واي باك مشين. في 12 آب (أغسطس) 2019 (تم إصدارها في شكل منقوص في 26 سبتمبر 2019)
- رسالة رفعت عنها السرية من المفتش العام لمجتمع الاستخبارات إلى القائم بأعمال مدير الاستخبارات الوطنية نسخة محفوظة 1 مارس 2021 على موقع واي باك مشين. (26 أغسطس 2019) بشأن شكوى المخبرين
- مذكرة 25 يوليو 2019، محادثة هاتفية بين الرئيس الأمريكي دونالد ترامب والرئيس الأوكراني فولوديمير زيلينسكي نسخة محفوظة 25 ديسمبر 2019 على موقع واي باك مشين.